# Wisch (Nordfriesland)
Wisch település Németországban, Schleswig-Holstein tartományban. Lakosainak száma 107 fő (2023. december 31.).

## Népesség
A település népességének változása:
| Lakosok száma | 116  | 105  | 103  | 110  | 112  | 107  |
|               | 1975 | 2017 | 2019 | 2021 | 2022 | 2023 |